# Jacobus Theodorus Tabernaemontanus
Jacob Theodor Tabernaemontanus, (Jacobus Theodorus) Tabernaemontanus, in realtà Jakob Dietrich, Jacob Ditter/Diether ovvero Jacob Theodor (Bergzabern, 1522 circa – Heidelberg, 1590), è stato un medico e botanico tedesco.

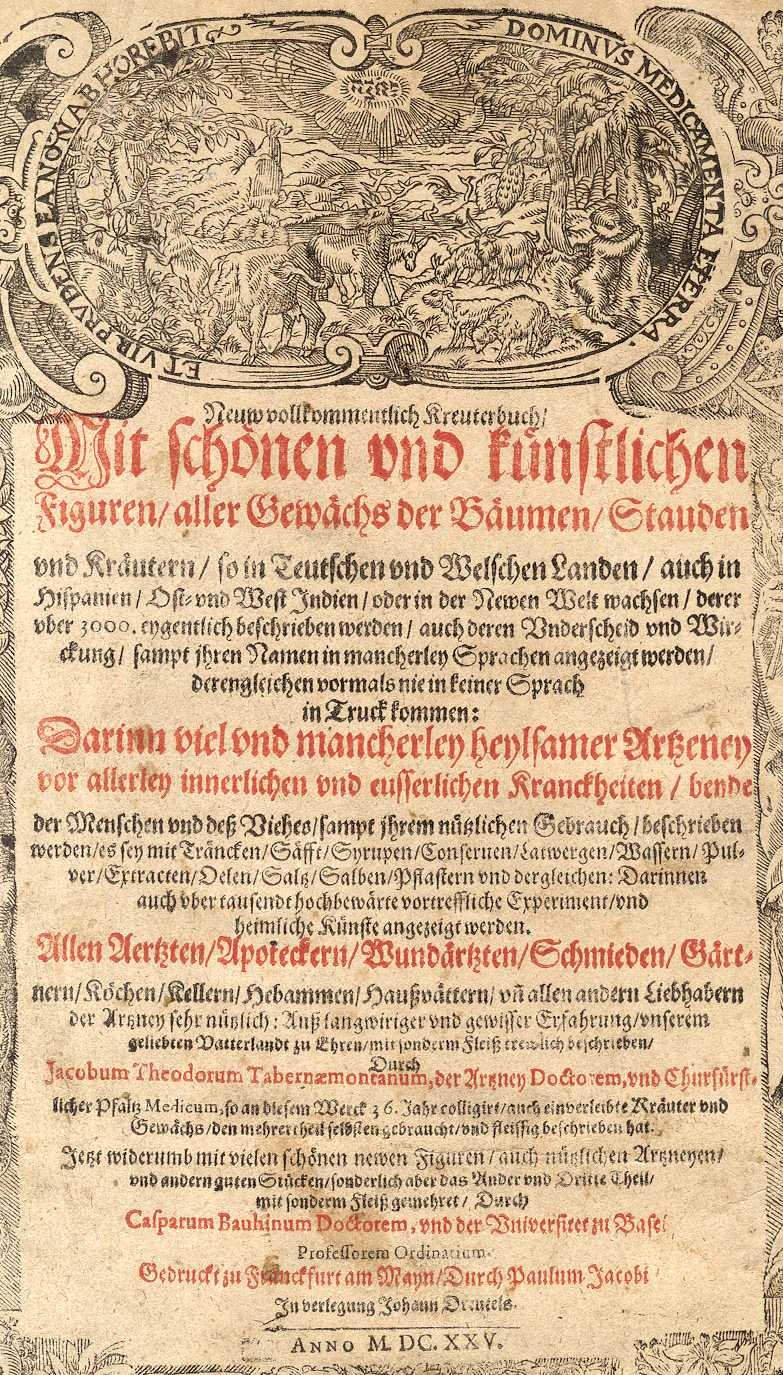
Pagina con il titolo del Neuw Vollkommentlich Kreuterbuch, edizione del 1625

Il nome viene dalla latinizzazione del nome del luogo di nascita Bergzabern (Bergs Tabern = Taverna di montagna).

## Biografia
Jacob Theodor frequentò le scuole a Strasburgo e dal 1538 era attivo come collezionista di erbe a Weißenburg (Alsazia). Nel 1540 iniziò gli studi di medicina presso l'Università di Padova e successivamente presso quella di Montpellier presso Guillaume Rondelet. Nel 1548 rientrò a Weißenburg, riprese a collezionare erbe. Nel 1538, 1548 e 1557 è documentata la sua presenza come farmacista. Nel 1549 accompagnò, come discepolo (scolaro) il collezionista di erbe, botanico e medico Hieronymus Bock, che egli cita nella prefazione del suo erbario del 1588. Egli era anche in contatto con altri botanici contemporanei come Otto Brunfels, Adam Lonitzer e Leonhart Fuchs.
Nel 1552 era sulla via, diretto da Saarbrücken a Bergzabern, durante un'epidemia di peste e scrisse il suo primo libro Gewisse Practick, che dava consigli sul trattamento da riservare ai malati del morbo.
Jacob Theodor, che già nel 1551/52 aveva sostituito Hieronymus Bock come medico personale del conte Filippo I di Nassau-Saarbrücken, ne divenne nel 1554 il successore, ma già nello stesso anno rientrò a Weißenburg. 
Dal 1561 fino al 1580 fu medico personale del vescovo principe di Spira e prevosto del prevostato di Weißenburg, Marquard von Hattstein. Il 26 agosto 1562 egli s'immatricolò come Jacobus Theodorus all'Università di Heidelberg., poiché i suoi studi in altre università europee non erano riconosciuti in Germania.
Nel 1573 si laureò dottore in medicina. Tabernaemontanus, che operò anche come medico della città di Worms, era amico di Johannes Posthius d William Turner.

## Opere
Tabernaemontanus scrisse opere in tema di botanica e di medicina:
- Nel 1581 comparve a Francoforte sul Meno la sua opera balneologica Neuw Wasserschatz rielaborato.bsb10186656-2 Digitalizzata[collegamento interrotto]
- Nel 1588 pubblicò il Neuw Kreuterbuch (Francoforte sul Meno) Digitalisat, il suo capolavoro, che lo rese famoso. Questo erbario lo rese uno die botanici più importanti del XVI secolo.
- Nel 1590 comparve a Francoforte Eicones plantarum seu stirpium, un volume, che conteneva 2255 xilografie dall'edizione del Kräuterbuch del 1588

### Edizioni
- (DE) Neuw Kreuterbuch, vol. 1, Frankfurt am Main, Nikolaus Basse, 1588.
  - (DE) Neuw Kreuterbuch, vol. 2, Frankfurt am Main, Nikolaus Basse, 1591.
- (DE) Neu vollkommen Krauter-Buch, Basel, Ludwig König (4.) &  Johann Brandmüller, 1687.

Edizioni postume:
- D. Jacobi Theodori Neue vollkommen Kraeuter-Buch., curato da Gaspard Bauhin (1613) e Hieronymus Bauhin (1664) "per la quarta volta" rielaborato. Offenbach 1731; Neudruck München 1975.

## Tassonomi derivati da Tabernaemontanus
Charles Plumier chiamò in suo onore il genere Tabernaemontana della famiglia delle Apocynaceae. Linneo riprese successivamente queste denominazioni.
Sempre da Tabernaemontanus vengono i taxa: Potentilla tabernaemontani e Schoenoplectus tabernaemontani.